# Альдеануева-де-Барбарроя
Альдеануева-де-Барбарроя (ісп. Aldeanueva de Barbarroya) — муніципалітет в Іспанії, у складі автономної спільноти Кастилія-Ла-Манча, у провінції Толедо. Населення — 664 особи (2010).
Муніципалітет розташований на відстані близько 130 км на південний захід від Мадрида, 85 км на захід від Толедо.

## Демографія
Динаміка населення (INE ):

## Галерея зображень

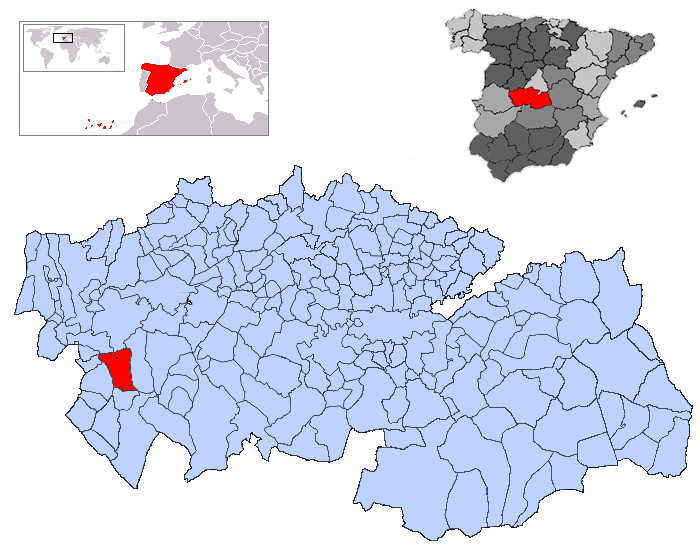
Розташування муніципалітету у провінції Толедо